# Kalpa
Kalpa és una paraula del sànscrit que significa Eó o llarg període i és utilitzat principalment en la cosmologia budista i l'hinduisme.

## Budisme
En budisme hi ha quatre tipus diferents de kalpes. La d'ús més comú dura uns 16 milions d'anys. Un kalpa de curta durada fa uns 1.000 kalpa comuns o 16.000 milions d'anys. Un kalpa de mida mitjana dura uns 320.000 milions d'anys, equivalent a uns 20 kalpes curts. Un gran kalpa dura uns 4 kalpes de mida mitjana, uns 1,28 bilions d'anys.
Buda no va donar la durada exacta d'un kalpa en anys però va oferir diverses analogies per al seu càlcul.

## Hinduisme
En l'hinduisme un kalpa equival a 4.320 milions d'anys, un únic dia de Brama, o mil mahayugues, que mesuren la durada del món. Cada kalpa es divideix en 14 manvantara (cadascuna de 306.720.000 anys). Dos kalpas fan un dia i una nit de Brahma. Un mes de Brahma conté 30 d'aquests dies incloent-hi nits o 259.200 milions d'anys D'acord amb el Mahabharata, 12 mesos de Brama fan un dels seus anys i 100 d'aquests anys, el cicle de vida de l'univers. Suposa que han transcorregut ja 50 anys de Brama i estem ara al kalpa shvetavaraha, que és el nombre 51. Al final d'un kalpa, el món desapareix.